# Rue des Bains (Strasbourg)
Pour les articles homonymes, voir Rue des Bains.
La rue des Bains, est une voie de circulation de la ville de Strasbourg, en France.

## Localisation
La rue est située au nord du quartier de la Krutenau, qui est englobé dans le quartier Bourse - Esplanade - Krutenau.
D'une longueur de 110 m, elle débute rue Prechter. Elle adopte un tracé orienté vers le nord et se termine boulevard de la Victoire.

Elle est à sens unique sur l'ensemble de son tracé.

## Origine du nom

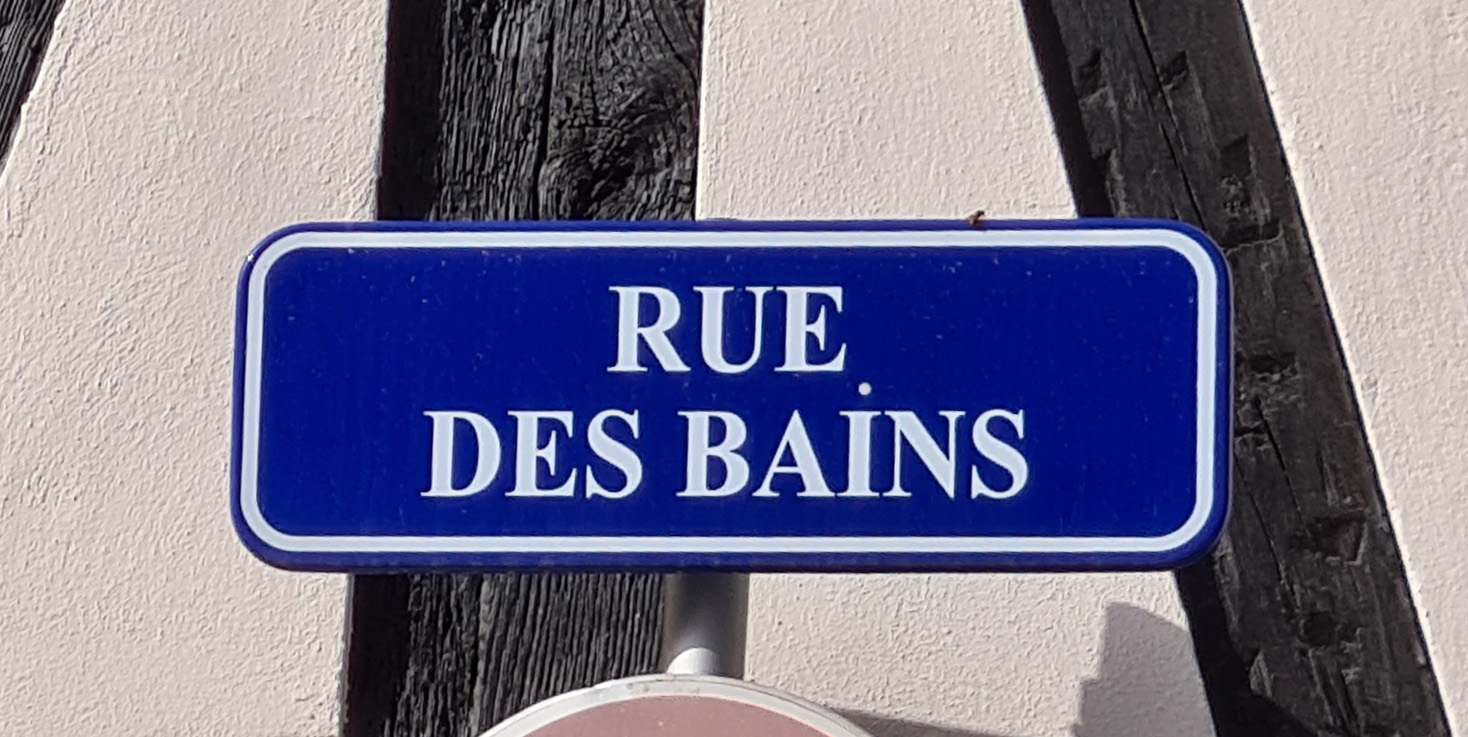
Plaque.

La rue tient son nom des Bains municipaux de Strasbourg dont elle constitue la limite ouest.

## Bâtiments remarquables
no 3Cette maison à pans de bois du XVIIIe siècle abritait l'auberge du Pied de Vigne (zuem Steckehof), dont il subsiste l'inscription dans la cour.

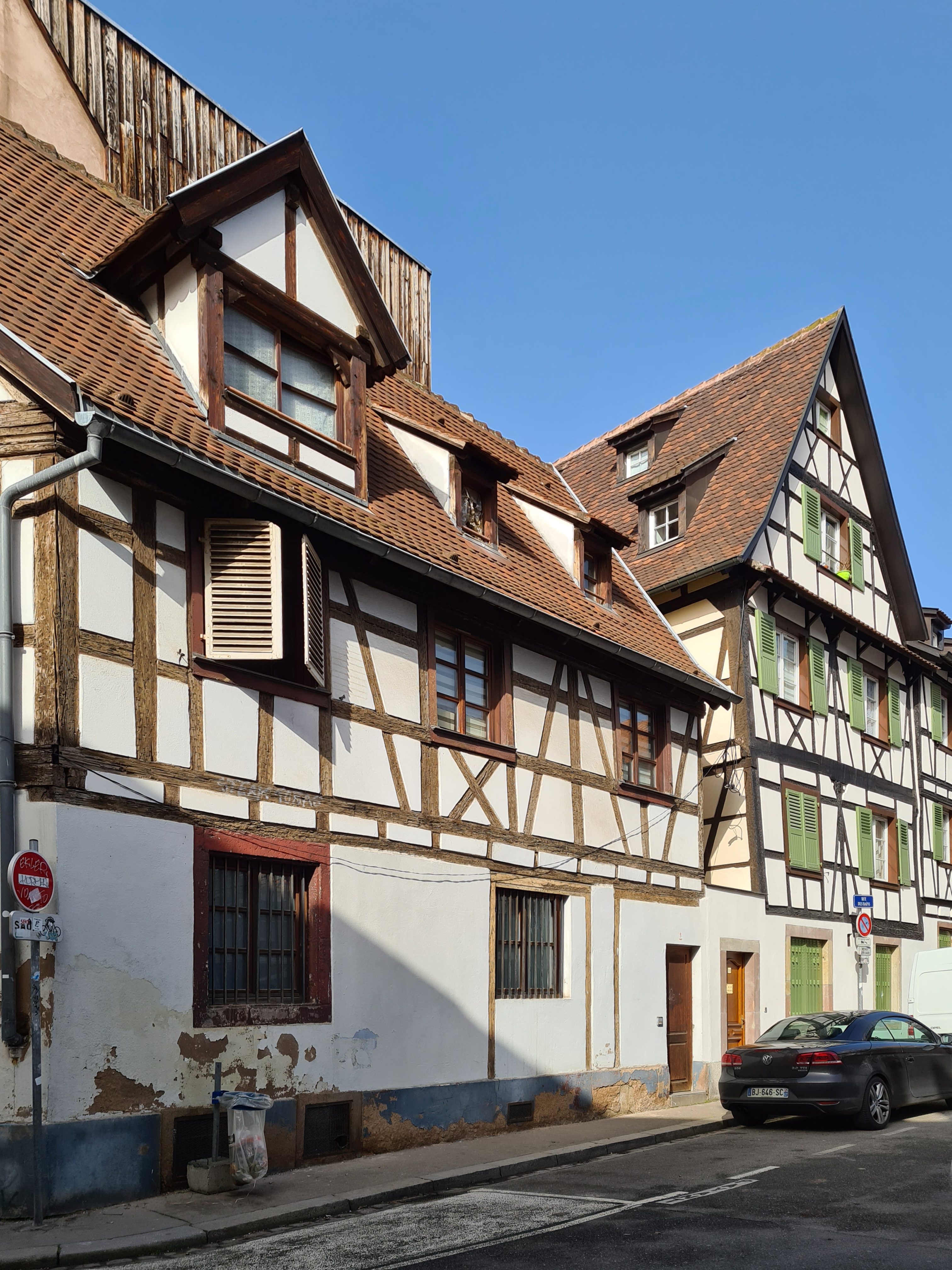
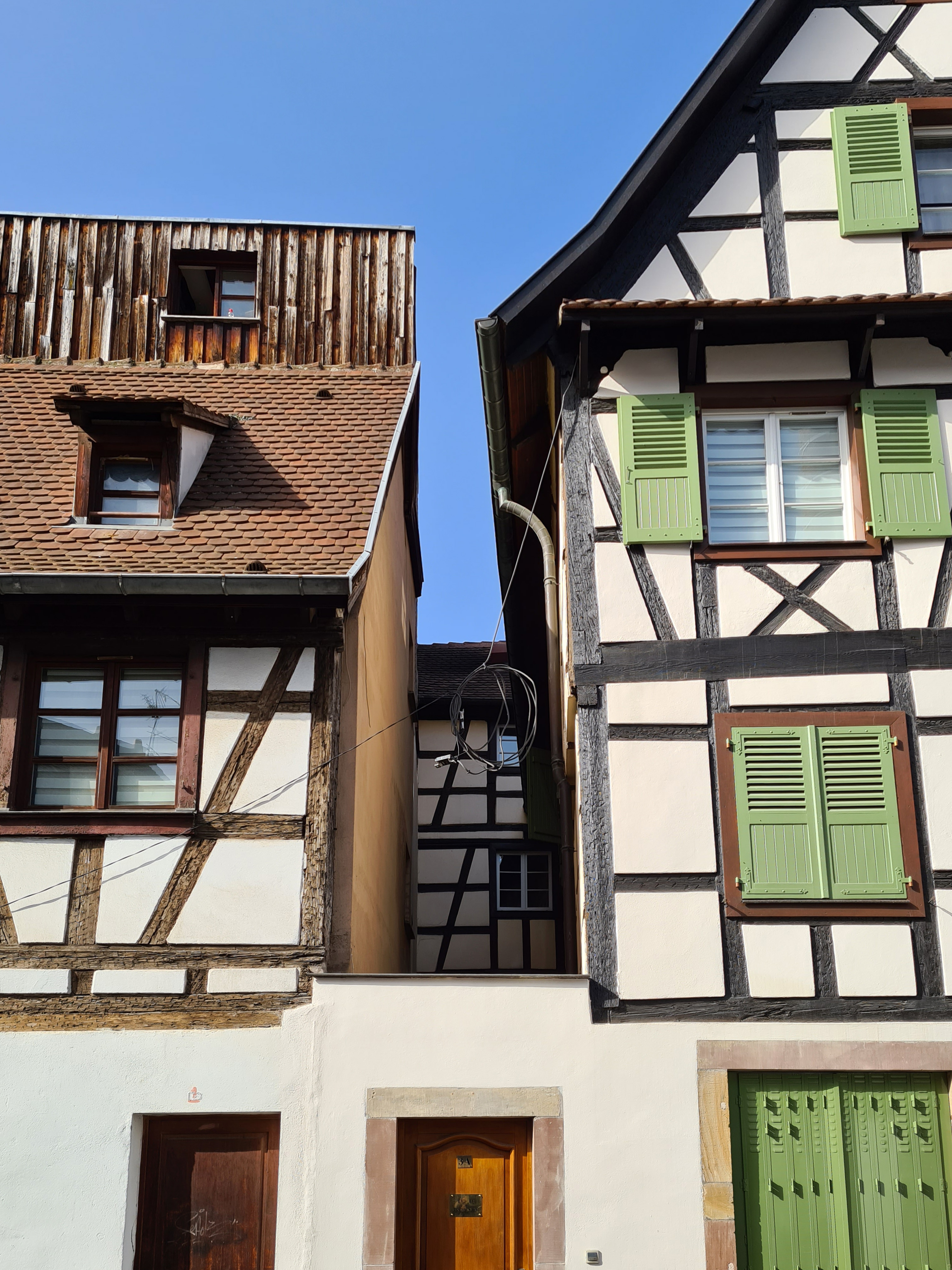
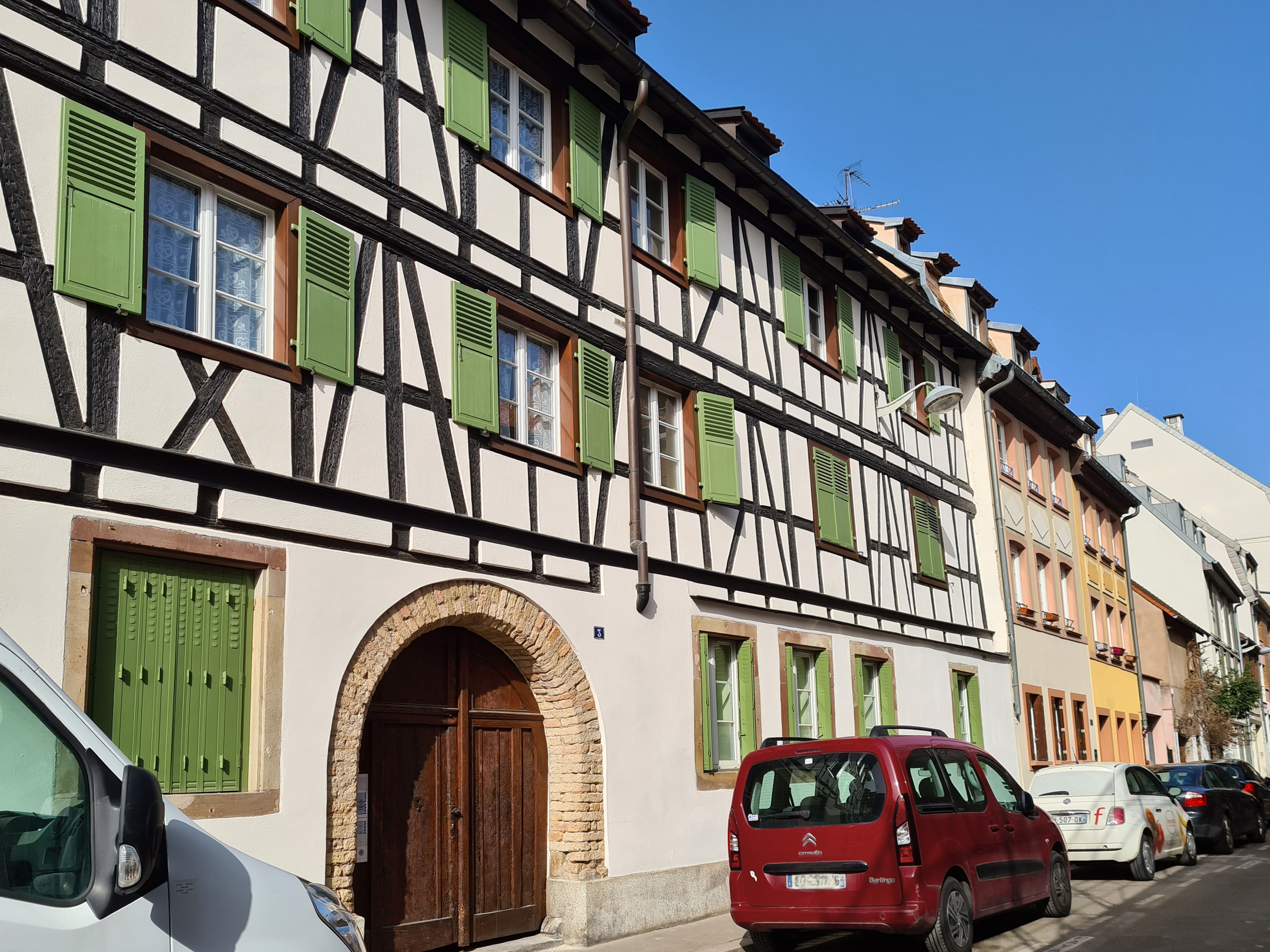
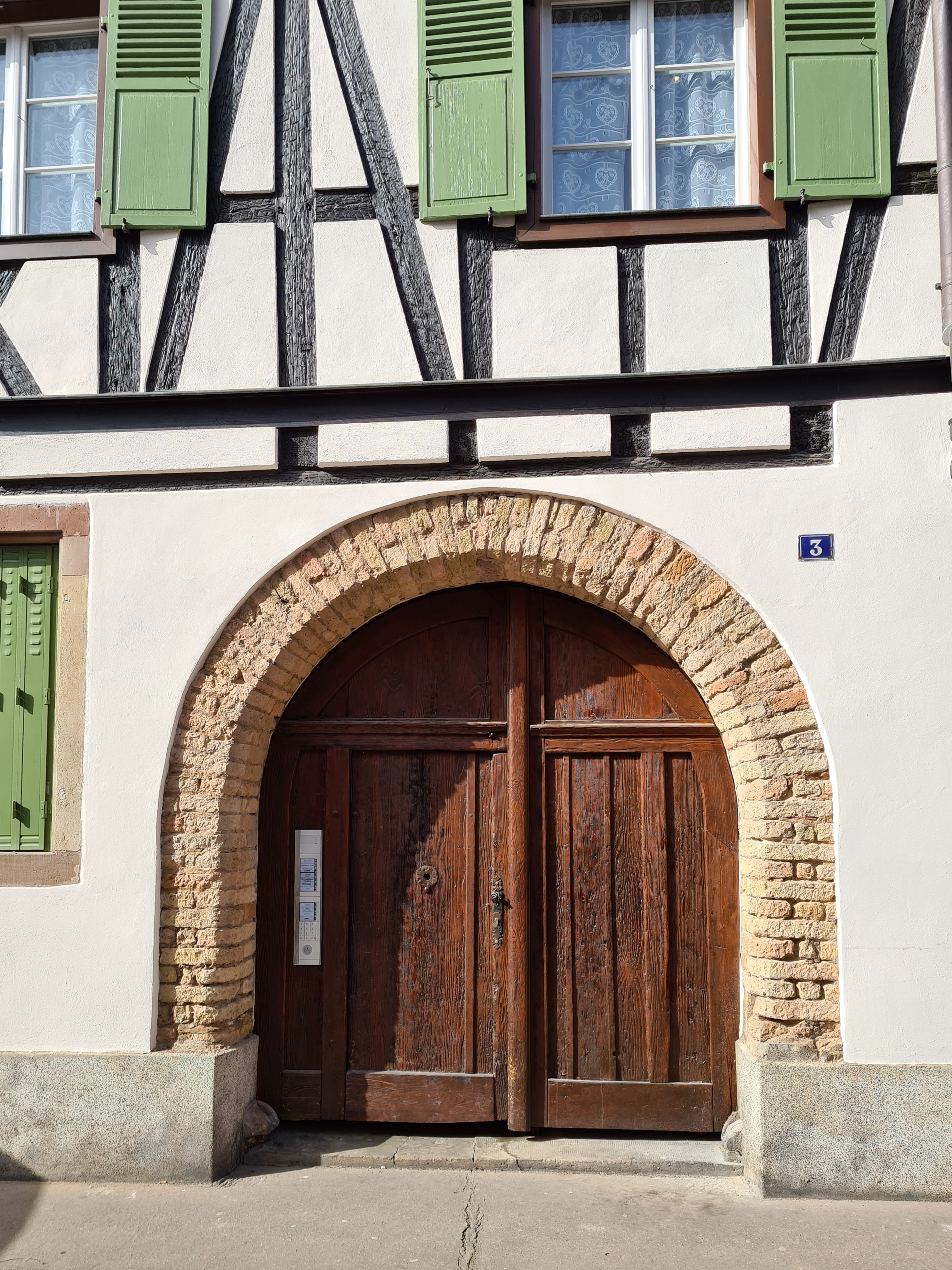

## Transports en commun
La station de tramway Gallia (lignes C, e et F) se trouve à proximité, de même que les arrêts de bus Saint-Guillaume et Gallia des lignes 10 et 30.